# Areometría

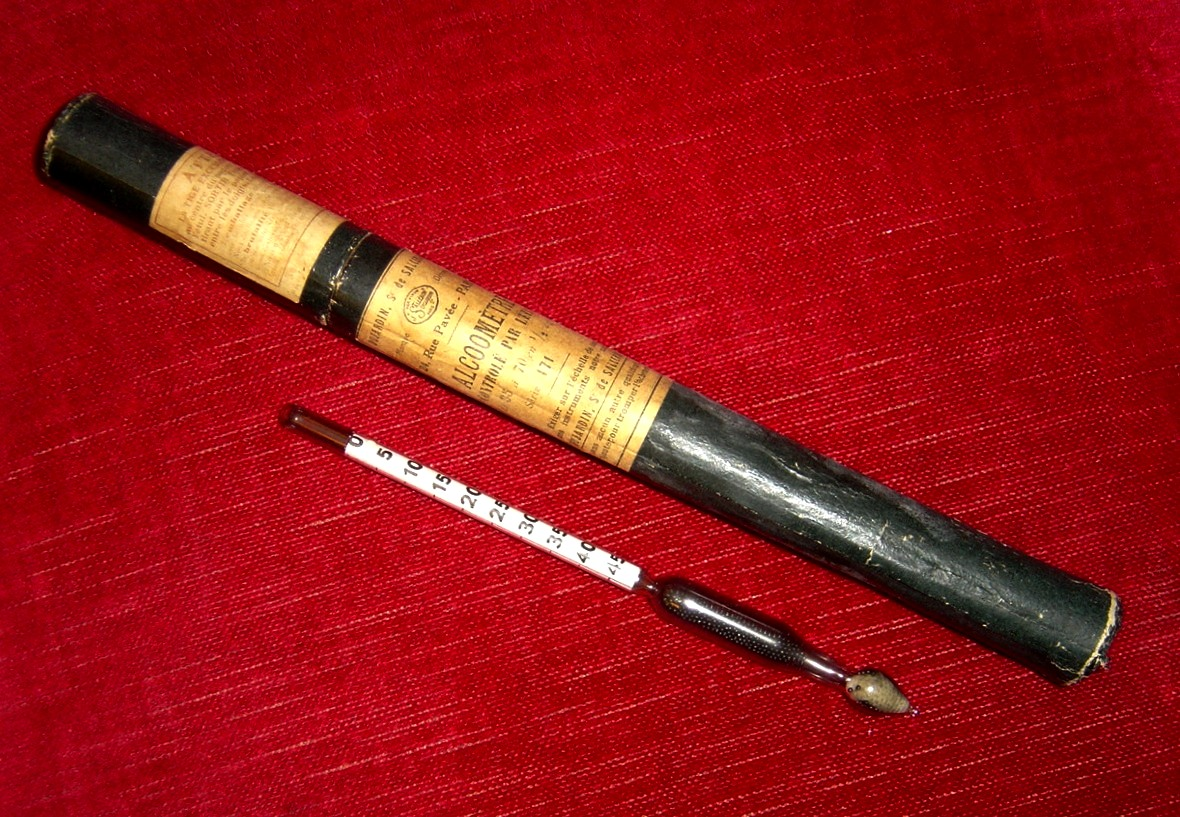
Alcoholímetro antiguo. Areómetro para determinar el grado alcohólico a partir de la densidad de las disoluciones de etanol en agua.

La areometría es una técnica de la metrología utilizada para la determinación de densidades de líquidos, basándose en el principio de Arquímedes. Las densidades son obtenidas en función de la flotabilidad que presenta un instrumento de peso compensado situado en ellos. Los aparatos que se emplean se denominan areòmetros. Areometría es una palabra compuesta por areo-, forma prefijada de la palabra griega araiós, "ligero" y de la forma sufixada del griego -metría, derivada de la palabra griega métron, "medida".